# Берхессио, Гонсало
Гонсало Рубен Берхессио (исп. Gonzalo Rubén Bergessio; 20 июля 1984, Кордова, Аргентина) — аргентинский футболист, нападающий «Тристан Суарес». Выступал за сборную Аргентины.

## Биография

### Клубная карьера
Берхессио — воспитанник клуба «Пласенте». За него он играл в 2000—2003 годах. Также он играл за такие аргентинские команды, как «Институто», «Расинг Авельянеда» и «Сан-Лоренсо». Всего в играх за аргентинские клубы Гонсалито сыграл 142 матч, в котором записал на свой счет 46 мячей.
В 2007 Гонсало перешёл в «Бенфику» за 2,5 млн евро. Однако он сыграл за «орлов» всего лишь три матча. Тем не менее, он поучаствовал с клубом в Лиге чемпионов.
В 2009 Берхессио возвращается в Европу, на этот раз во Францию, в клуб «Сент-Этьен», контракт с которым подписал на четыре года. Первый гол за «зеленых» Гонсало забил в домашнем матче против «Осера», который завершился со счётом (1:1).
В 2011 «Сент-Этьен» решил избавиться от форварда и отдал его в полугодичную аренду в итальянский середняк «Катанию». Но Гонсалито настолько там обжился, что уже летом 2011 «слоны» выкупили аргентинца у французского клуба.
В 2016 году вернулся в «Сан-Лоренсо». В июле 2017 года на правах свободного агента перешёл в «Велес Сарсфилд». В 2018—2021 годах выступал за «Насьональ». За этот дважды становился лучшим бомбардиром чемпионата Уругвая. Помог команде стать чемпионом страны в 2019 и 2020 годах, ещё два раза занимал второе место и столько же раз завоёвывал Суперкубок Уругвая.
В 2022 году вернулся в родной «Платенсе».

### Карьера в сборной
За сборную Аргентины в 2008—2009 годах Гонсалито отличился двумя мячами в трёх матчах.

## Титулы и достижения
Командные
- Чемпион Уругвая (2): 2019, 2020
- Вице-чемпион Уругвая (2): 2018, 2021
- Победитель Промежуточного турнира (1): 2018
- Обладатель Суперкубка Уругвая (2): 2019, 2021

Личные
- Лучший бомбардир чемпионата Уругвая (2): 2018 — 17 голов, 2020 — 25 голов
- Футболист года в Уругвае (чемпионат) (1): 2020